# 四季披薩
四季披薩（義大利語： 義大利語發音：[ˈkwattro forˈmaddʒi]）.
Pizza Quattro Stagioni，意为“四季披萨”，是一款深受欢迎的意大利传统披萨，代表着四个季节的多样性和丰富性。它的起源可以追溯到20世纪，旨在通过不同的配料展示意大利各地的特色。通常，这款披萨会被分为四个区域，每个区域各自代表一种配料，常见的有火腿、蘑菇、朝鲜蓟和黑橄榄，每一种配料象征着不同季节的特色与气息。制作时，披萨底烘烤到金黄酥脆，配料则在高温下融化，形成独特的风味层次。Pizza Quattro Stagioni以其丰富的口味和视觉上的吸引力，不仅是一道美味的餐点，也是分享和聚会的理想选择，体现了意大利饮食文化中对多样性和共享的重视。

主要食材：火腿、蘑菇、朝鲜蓟和黑橄榄。
制作特点：披萨被分为四个部分，每部分有不同配料，象征四个季节，适合不同口味偏好。

## 歷史
傳統上，起司包括马苏里拉奶酪，是主要的成份，這種成份能在料理時，保持濕潤，有一部份保護在烤箱裡強力加熱的起司。